# Marc Plauci Hipseu
Marc Plauci Hipseu (en llatí Marcus Plautius Hypsaeus) va ser un magistrat romà del segle ii aC. Formava part de la gens Plàucia, una gens romana d'origen plebeu.
Va ser elegit cònsol l'any 125 aC juntament amb Marc Fulvi Flac. Els dos magistrats conjuntament es van encarregar de restablir la legalitat imposada i resoldre els conflictes causats per les lleis Licinia i Sempronia. Ciceró diu que era poc expert en dret civil.